# Reinhold Voll
Reinhold Voll (17 de febrero de 1909, Berlín - 12 de febrero de 1989,  Plochingen) fue un médico alemán e inventor de la EAV (ElektroAkupunktur nach Voll: electroacupuntura de Voll), un controvertido método de diagnóstico y procedimientos de tratamiento, en el marco de las medicinas alternativas.
En 1935 (a los 26 años de edad), después de abandonar sus estudios de arquitectura, se dedicó a estudiar medicina hasta graduarse.
Aparentemente su elección de carrera se debió a sus observaciones acerca de las enfermedades de su padre.
Su primer interés en medicina fueron las enfermedades tropicales, la medicina del deporte y la salud en general.
Más tarde se centró en la acupuntura y la medicina tradicional china.
Se trasladó a Plochingen (Alemania), donde trabajó como médico hasta su muerte.
En 1979 recibió la Cruz Federal del Mérito.

## Desarrollo de la EAV (ElectroAcupuntura de Voll)
En 1958 desarrolló la EAV a partir de los enfoques de la acupuntura.
Él decía que se trataba de un procedimiento de diagnóstico en el que se mide la conductividad eléctrica en puntos específicos de la superficie de la piel (justamente los puntos de aplicación de las agujas en la acupuntura).
También agregó otros puntos adicionales.
Él decía que la medición de la resistencia eléctrica en la piel se puede utilizar para diagnosticar enfermedades y proporcionar información sobre la compatibilidad de las medicinas o su aplicabilidad.
Afirmaba que la resistencia eléctrica en la piel se reduce ante la presencia de enfermedades agudas, mientras que se eleva en las enfermedades crónicas.
Mientras el paciente mantiene el electrodo negativo en la mano, el médico le toca el cuerpo con el electrodo positivo.
El dispositivo de EAV genera una corriente eléctrica débil para aumentar la acción de la aguja de acupuntura.
En colaboración con las empresas farmacéuticas Staufen Pharma y Wala desarrolló las pruebas NosodenTests de drogas y sustancias que se utilizan en dilución homeopática (potenciación).
Junto con el técnico mecánico Fritz Werner desarrolló un dispositivo para la medición de la resistencia eléctrica en la piel.
En los años sesenta simplificó el proceso de SAB con el médico alemán Helmut Schimmel, reduciendo el número de puntos de medición de los 850 originales a sólo 60.
Introdujo en el mercado muchos dispositivos de EAV:
- Accupath
- Accupath 1000
- Asyra
- Avatar
- BICOM
- Biomeridian
- Bio-Tron
- Biotron
- Computron
- Dermatron
- DiagnoMeter
- DiagnoMètre
- Eclosion
- Elast
- e-Lybra 8
- IQS (Interactive Query System: sistema interactivo de consulta)
- Interro
- I-Tronic
- Kindling
- Listen System
- Matrix Physique System
- Meridian Energy Analysis Device (MEAD
- Mora
- MSAS
- Oberon
- Omega Acubase
- Omega Vision
- Orion System
- Phazx
- Prognos
- Prophyle
- Punctos III
- Syncrometer
- Vantage
- Vegatest
- Victor-Vitalpunkt Diagnose
- Vitel 618
- Zyto

## Crítica
En la medicina científica no se utilizan los métodos y dispositivos de Voll, porque todas las pruebas de su eficacia fallaron.
Se pudo comprobar también la falta de la relación entre las enfermedades y las diferencias en la resistencia eléctrica de la piel.
Se agrupa a la «electroacupuntura de Voll» con la seudocientífica «fotografia Kirlian».
En Latinoamérica (Colombia, México, Chile, etc.) existen practicantes de este tipo de técnica, que sostienen que pueden medir «perturbaciones en el flujo de energía electromagnética a lo largo de los meridianos de acupuntura». En realidad, los carísimos equipos alemanes de Voll no son más que galvanómetros ordinarios que miden la resistencia eléctrica en la piel del paciente.
En 2001, varios investigadores británicos realizaron un estudio doble ciego, en el que compararon un dispositivo Vegatest con los estudios convencionales de alergia (con pinchazos en la piel) en 30 voluntarios, la mitad de los cuales tenían alergia a la caspa de gato y a los ácaros del polvo doméstico. Tres operadores probaron 6 puntos en cada participante en tres sesiones separadas. Fueron un total de 54 pruebas por participante.
Los investigadores concluyeron que la prueba con Vegatest no se relaciona con las pruebas cutáneas y por tanto no debe utilizarse para diagnosticar las alergias. Los autores estimaron que más de 500 dispositivos de Voll se estaban utilizando en el Reino Unido para evaluar la sensibilidad a alergenos potenciales.
En 1991, el Australian College of Allergy (Colegio Australiano sobre Alergias) concluyó que «las pruebas sobre el Vega es una técnica de diagnóstico sin fundamento científico».

## Publicaciones de Reinhold Voll
- Indikationsliste der Nosoden. Uelzen (Alemania): Staufen Pharma, 1999.
- Die Meßpunkte der EAV an Händen und Füßen (‘los puntos de medición del PRS de las manos y los pies’). Uelzen (Alemania): ML-Verlag Uelzen.
- Kopfherde - Diagnostik und Therapie mittels Elektroakupunktur und Medikamententestung (‘el diagnóstico y el tratamiento con electroacupuntura y pruebas de drogas’). Uelzen (Alemania): ML-Verlag.
- Topographische Lage der Messpunkte der EAV (‘localización topográfica de los puntos de medición de la SAB’). Uelzen (Alemania): ML-Verlag, 1980.
  - Topographic Positions of the Measurement Point in Electro-Acupuncture. Uelzen (Alemania): ML-Verlag, 1978.
- Die 850 EAV-Messpunkte auf den Meridianen und Gefäßen einschließlich Sekundärgefäßen (‘los 850 puntos de medición EAV en los meridianos y los buques, incluidos los barriles secundarios sekundärgefäßen).